# 古獸象屬
古兽象是一个灭绝的长鼻目早期属，发现于摩洛哥的乌勒德-阿杜恩盆地（早塞兰特期）。它生活在大约6000万年前。2009年，伊曼纽尔·盖尔布兰特首次将其命名，其模式种为阿扎祖鲁古兽象，它是已知的最古老、最小和最原始的大象亲戚。

## 描述
古兽象的 模式标本 (试样号 MNHN PM69) 目前位于里昂的自然历史博物馆内，包括一个上颌（带有颧骨和两个上颌支，两个前磨牙（P3和4）和三个磨牙（M1-3）。这个标本约15厘米长，12厘米宽，7厘米高。此外，这些化石还包括15个其他部分，包括头骨（额骨和鼻骨），下颚碎片和牙齿以及上颚和下颚。 它肩高约20厘米，体重约5-6公斤
一般来说，古兽象在牙齿结构上与其他近蹄类相似，如灭绝的重脚目或海牛目的早期代表，但它们的牙齿更为特殊。重建的下颌骨的牙列（从两个左侧片段）构成了哺乳动物原始牙齿的完整序列：三个门牙，一个犬齿，四个前磨牙和三个磨牙。牙列是封闭的，前后牙的犬齿之间没有牙缝。这种原始哺乳动物的牙列在长鼻动物中是独一无二的。
磨牙通常为双齿状（即在咬合面承载结构上有小的牙釉质尖）。在这些突起之间是在前两颗磨牙和最后一颗磨牙上形成横向条带的方法，这在磨牙中是典型的。前磨牙只有一个（下颌）或两个（上颌）尖牙。第一门牙相对较大且不对称，已经显示出缩小的迹象。这些事实将古兽象与其他早期长鼻动物联系起来。另一个原始特征是下颌骨短联合。
头骨上部的重建显示眼窝在头骨中相对较前。大多数其他早期隐翅虫的眼眶明显移向头骨后部。

## 系统学
古兽象是已知的长鼻目最古老的代表，尽管尚未分配给该目内的任何亚目。与其生活的时代相适应，古兽象是所有其他原始长鼻目（包括“磷灰兽属”，努米底亚兽属”，“始祖象属”和“Daouitherium”共同构成白垩纪灭绝事件之后早期哺乳动物最完整的进化序列之一。 分枝分析 表明，长鼻科的近亲是海牛 (海牛目)和索齿兽目. 它们与重脚目和蹄兔（蹄兔目）一起组成了近蹄类。“古兽象”生活的时代和位置支持了近蹄类起源于非洲并在古新世迅速多样化的假设。

## 发现历史
古兽象的发现来自摩洛哥奥拉德塔伊阿卜盆地磷酸盐盆地的西迪陈南采石场。这些在达乌伊以南10-20km处，在1996年发现了（“磷灰兽”）和2002年（“磷灰兽”）两个早期的长鼻目的属。在磷酸盐层的“下层”中发现了古兽象化石。这一层的其他化石包括食肉动物鬣齿兽的最早证据，以及各种板鳃亚纲（鲨鱼和鳐鱼）。这使得这些发现发生在6110万到5780万年前的地质年代。该属由艾曼纽尔·格尔布兰特在2009年命名。古兽象这个名字来源于希腊语单词eρν（eri:old）和θηρίον（therion:animal），而物种名称“阿扎祖伦”是为了纪念大多数化石发现地附近的乌勒德·阿佐兹村的居民。